# 3月0日
3月0日是3月第一天的前一天，2月的最後一天。這一表述可以用於軟件，如Microsoft Excel中來容納月份的變量長度和闰年。
「3月0日」有時被天文學家用作2月最後一天的同義詞。
與1月0日的道理是非常相似的!